# Antonietta Giacomelli
Antonietta Giacomelli (Treviso, 15 agosto 1857 – Rovereto, 10 dicembre 1949) è stata un'educatrice, giornalista e scrittrice italiana, nonché terziaria dell'Ordine francescano.

## Biografia
Figlia di Angelo, patriota risorgimentale ed imprenditore, e di Maria Rosmini, che era cugina del celebre filosofo Antonio, a seguito di intervenute difficoltà finanziarie Antonietta fu costretta a trasferirsi con la famiglia, nel 1893, a Roma. In precedenza, però, aveva già dato alle stampe Lungo la via, un libro che più tardi avrebbe ottenuto una certa risonanza, tanto da essere più volte ristampato (conterà, infatti, otto edizioni al 1923). Stessa sorte toccò, di fatto, alla sua seconda opera, dal titolo Sulla Breccia (1894), che, nel giro di quindici anni dalla pubblicazione, registrò sei edizioni. I suoi volumi furono letti soprattutto nei circoli cattolico-liberali, come ha spiegato Benedetto Croce fra i saggi critici della Letteratura della nuova Italia, in particolare per la bontà e gli alti sentimenti che li caratterizzavano.
Ma i suoi scritti offrivano anche contenuti pedagogici innovatori, in parte sottesi all'emancipazione femminile. La Giacomelli, durante la sua permanenza nella capitale, aveva del resto partecipato all'organizzazione dell'Unione per il bene, un'associazione composita che metteva insieme, sotto un comune progetto di pratica attiva della carità rivolta ai meno abbienti, persone di professioni cristiane diverse. Redattrice del mensile «Ora presente», organo dell'unione, di essa divenne presto un punto di riferimento (anche quando, lasciata Roma, si spostò a Venezia e poi ancora, dal 1902, a Treviso), promuovendo numerose iniziative, fra le quali la creazione di periodici, emblematiche di un nuovo protagonismo femminile. In tal senso, nel periodo precedente ad un altro trasferimento, questa volta a Rovereto, dove visse dal 1909 al 1914, partecipò al primo congresso di Attività pratica femminile che si svolse a Milano nel mese di maggio 1908. Qui propose una relazione sul rapporto donna-famiglia in cui sanciva, da una parte, la necessità di fornire alle giovani anche un'educazione sessuale, rigettando, dall'altra parte, l'istruzione impartita nei collegi femminili, in quanto sostanzialmente finalizzata ad un ruolo di sottomissione all'uomo.
Questi aspetti non potevano passare, e non passarono, inosservati, tanto che la gerarchia ecclesiastica, anche attraverso le colonne della prestigiosa Civiltà Cattolica, non solo polemizzò con i princìpi espressi dalla letterata trevigiana, ma mise anche all’indice alcune sue pubblicazioni, fra le quali la cosiddetta "trilogia romantica" (composta dai volumi Lungo la via, Sulla Breccia e A raccolta) e i suoi volumi di preghiere e rituali di stampo evangelico-cristiano che, riuniti sotto il titolo Adveniat regnum tuum, erano usciti anonimi nel 1912, al pari peraltro di quelle dello storico Paul Sabatier, con il quale era in corrispondenza, così come lo era con Antonio Fogazzaro.
Allo scoppio della prima guerra mondiale si trasferì a Milano, dove si prodigò come crocerossina nell'ospedale di Porta Vigentina, per poi ritornare, alla fine del conflitto bellico, a Rovereto. Qui fondò, con successo, la locale sezione dell'Unione Nazionale Giovani Esploratrici Italiane, dando peraltro vita anche alla rivista mensile «Sii Preparata», organo ufficiale della stessa unione. Successivamente fondò anche un'altra sezione scout, di formazione cattolica, cioè le Guide, ad Asolo. Morì a 92 anni.

## Opere principali
- Lungo la via, Barbèra, Firenze 1889.
- Sulla breccia, Barbèra, Firenze 1894.
- A raccolta, Cogliati, Milano 1899.
- Adveniat regnum tuum, 4 voll., Libreria editrice milanese, Milano 1912.
- Pagine sparse, Libreria editrice milananese, Milano 1913.
- Per la riscossa cristiana, Libreria editrice milananese, Milano 1913.
- Vigilie (1914-1918), Bemporad, Firenze 1919
- Il libro nuovo, Barion, Sesto S. Giovanni 1928.
- Ultime pagine, Bietti, Milano 1938.
- In guerra e in pace: racconta una vecchia amica, Soc. An. Tipografica, Vicenza 1941.
- In alto i cuori, Soc. Tip. Editrice, Firenze 1941.
- Pagine di vigilia (giugno 1944-giugno 1945), Casa dell'orfano di Ponte Selva, Bergamo 1945.